# Mimosa rocae
Mimosa rocae là một loài thực vật có hoa trong họ Đậu. Loài này được Lorentz & Niederl. miêu tả khoa học đầu tiên.